# 가와라정
가와라정(일본어: 香春町 가와라마치[*])은 일본 후쿠오카현 다가와군의 정이다. 지쿠호 지방을 형성하는 자치체의 하나로 다가와 지구 북부에 위치한다.
이쓰키 히로유키의 소설 《청춘의 문》에 등장해 유명해진 가와라다케가 정역 서부에 있다. 가와라다케는 주로 석회암으로 형성된 산으로 석회석을 산출한다. 그 때문에 일찍이 태평양 시멘트의 광산 및 시멘트 공장이 있어 활기가 있었다. 현재도 석회석을 채취하는 광산이 있다.
한반도와 연고가 있어 "조선"과 관계된 지명도 남아 있다. 수많은 역사를 가지고 있고 자연과 조화를 이룬 정이다.

## 지리
후쿠오카현의 북동부, 지쿠호 지역의 북동단부에 위치하고 있다. 정 남서단부를 제외한 대부분이 산지이다. 정 서부에 있는 우시키리산이나 정 북부의 류가하나에는 행락 시즌인 봄을 중심으로 일년 중에 제일 많은 등산객이 방문한다.
미야코정과 접하는 주아이 고개에는 신주아이 터널 등 3개의 터널이 관통한다. 또 정과 접하는 오사카산에는 텔레비전 방송국의 중계소가 있다. 가와라다케에서는 야생 일본원숭이가 다수 서식하고 있으며 우시키리산에는 야생 멧돼지가 다수 서식한다. 봄에는 정조(정의 새)로 지정되어 있는 꾀꼬리도 볼 수 있다.

### 인접한 자치체
- 기타큐슈시(고쿠라미나미구)
- 다가와시
- 다가와군 후쿠치정, 오토정, 아카촌
- 미야코군 미야코정

## 역사
- 8세기 - 도다이지 대불 건립 때문에 사이도쇼의 구리가 사용되었다.
- 1889년 4월 1일 - 정촌제 시행과 함께 가와라촌이 성립하였다.
- 1898년 7월 22일 - 가와라촌이 정으로 승격해 가와라정이 되었다.
- 1956년 9월 30일 - 가와라정과 마가리카네촌·사이도쇼촌이 대등 합병해 새로운 가와라정이 성립하였다.

## 교통

### 철도
- 규슈 여객철도 히타히코산선
- 헤이세이 지쿠호 철도 다가와선

### 도로
- 국도 201호선
- 국도 322호선